# Behrendt Pick
Behrendt Pick (Posen, 21 dicembre 1861 – 4 maggio 1940) è stato un numismatico e archeologo tedesco.

## Biografia
Dopo gli studi al Friedrich-Wilhelms Gymnasium di Posen nel 1880 si iscrisse alla Humboldt-Universität zu Berlin dove nel 1884 si laureò in filologia classica con Theodor Mommsen presentando il lavoro De senatu consultis romanorum.
Su consiglio di Mommsen, di cui fu uno degli allievi preferiti, prese come specializzazione epigrafia e numismatica.
Dopo un breve servizio come bibliotecario alla Königliche Bibliothek (ora Staatsbibliothek Unter den Linden, Pick ottenne nel 1889 la libera docenza in archeologia all'Università di Zurigo e nel 1891 fu nominato assistente professore alla stessa università.
Nel 1893 accettò l'incarico alla Biblioteca ducale e al Münzkabinett di Gotha, di cui divenne direttore nel 1899.
Dal 1897 al 1931 fu professore onorario di numismatica antica alla  Università di Jena. Dal 1903 al 1905 ordinò e catalogò anche lo „Akademische Münzkabinett der Universität Jena“.
Il lavoro più importante di Pick è il I volume ("Dacia und Moesia") de "Die Antiken Münzen Nordgriechenlands" (Berlino, 1898), una pubblicazione della Königlich-Preußische Akademie der Wissenschaften, nell'ambito del progetto Griechisches Münzwerk.
Nel 1935 gli fu conferita la Medaglia della Royal Numismatic Society.

## Pubblicazioni
- Die Antiken Münzen Von Dacien und Moesien, Berlino, 1898, 1910
- Die Münzkunde in der Altertumswissenschaft, Stoccarda, 1922
- Aufsätze zur Numismatik und Archäologie, Jena 1931 (alle pagg. VII-XII elenco delle pubblicazioni)